# Марлен Гаусгофер
Марлен Гаусгофер (нім. Marlen Haushofer), до шлюбу — Марія Гелена Фрауендорфер (нім. Marie Helene Frauendorfer, 11 квітня 1920 — 21 березня 1970) — австрійська письменниця.

## Біографія
Дочка лісника і служниці. З 13 років виховувалася в інтернаті при монастирі урсулинок, кілька разів важко хворіла. В 1938-1940 роках перебувала на примусових роботах. З 1940 року вивчала германістику у Відні, з 1943  року — в Граці. У 1941 році одружилася з лікарем-дантистом вагітною від іншої людини, взяла прізвище чоловіка. З 1946 року почала публікувати розповіді в періодиці. В 1950 році розійшлася з чоловіком, в 1957 возз'єдналася. Письменниця ростила двох синів, вела домашнє господарство, багато працювала. Померла від раку кістки.

## Творчість
За 20 років літературної праці Марлен Гаусгофер опублікувала кілька романів («Жменя життя», 1956; «Потайні двері», 1957; «Небо без кінця», 1966; «Мансарда», 1969), розповіді, дитячі книги і книги про тварин. Серед її письменницьких успіхів — розповідь «Ми вбиваємо Стеллу» (1958) і повість «Пригоди кота Бартл» (1964), радо прийняті критикою. І все ж найбільш відомою її книгою та «найбільшею вдачею» у творчості є квазіфантастичний роман-робінзонада «Стіна»  (1963, за який Гаусгофер отримала престижну літературну премію імені Артура Шніцлера, роман неодноразово перевидавався та перекладений низкою мов, екранізований (його екранізація — фільм «Стіна» також здобув низку премій). В одному з інтерв'ю вона назвала роман «найважливішою своєю книгою» і додала: «Не думаю, що мені знову випаде така удача, адже на такий матеріал натрапляєш, мабуть, лише раз в житті». Протягом останніх семи років життя Гаусгофер страждала на рак кісток, який призвів до її ранньої смерті.

## Українські переклади
- За стіною / Марлен Гаусгофер ; пер. з нім. Наталі Іваничук. — Львів : Видавництво Старого Лева, 2020. — 296 с. — ISBN 978-617-679-561-2 [Архівовано 17 липня 2020 у Wayback Machine.].